# Thollon-les-Mémises
Thollon-les-Mémises est une commune française située dans le département de Haute-Savoie, en région Auvergne-Rhône-Alpes. Elle est labellisée « Village de neige » et « Station verte ».

## Géographie

### Situation

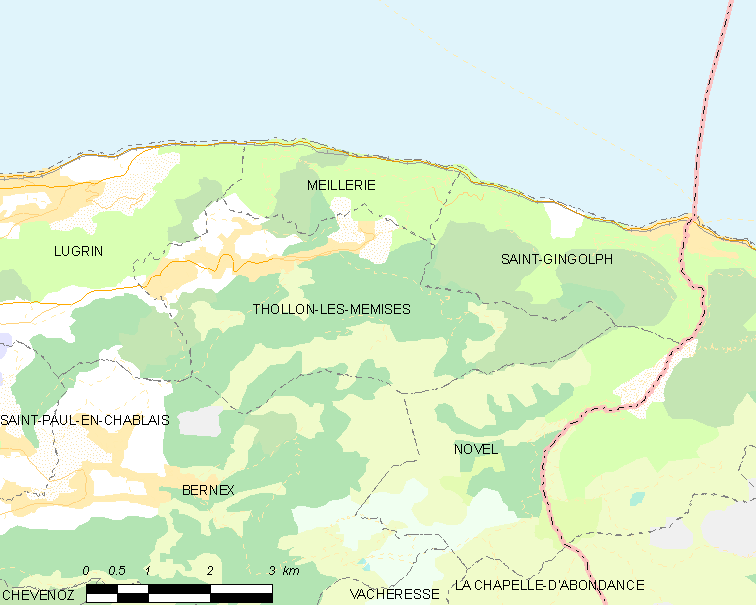
Territoire de Thollon-les-Mémises et les communes limitrophes.

La commune de Thollon-les-Mémises se trouve dans le Haut-Chablais français, une région naturelle et historique située dans l'est du département de la Haute-Savoie. Il est situé à l'extrémité est du plateau de Gavot, au pied de la montagne des Mémises, dominée par le pic des Mémises.
L'altitude est de 922 m au seuil de l'église.
Située à 14 km au sud-est de la station thermale d'Évian-les-Bains, la commune surplombe le lac Léman.

### Communes limitrophes

#### Climat
Le climat y est de type montagnard.

#### Voies de communication et transports
- Route départementale 24 (depuis Évian-les-Bains jusqu'à Thollon),
- Gare SNCF d'Évian-les-Bains (terminus TER et TGV direct),
- Les transports en commun d'Évian-les-Bains (ÉVA'D) desservent la commune,
- Aéroport international de Genève-Cointrin, en Suisse,
- Compagnie générale de navigation (depuis Lausanne, en Suisse, jusqu'à Évian),
- Taxi à Thollon-station.

## Urbanisme

### Typologie
Au 1er janvier 2024, Thollon-les-Mémises est catégorisée commune rurale à habitat dispersé, selon la nouvelle grille communale de densité à sept niveaux définie par l'Insee en 2022.
Elle est située hors unité urbaine et hors attraction des villes,.

### Occupation des sols
L'occupation des sols de la commune, telle qu'elle ressort de la base de données européenne d’occupation biophysique des sols Corine Land Cover (CLC), est marquée par l'importance des forêts et milieux semi-naturels (80,2 % en 2018), en augmentation par rapport à 1990 (77,4 %). La répartition détaillée en 2018 est la suivante : 
forêts (59,5 %), milieux à végétation arbustive et/ou herbacée (20,7 %), zones urbanisées (9,6 %), prairies (7,2 %), zones agricoles hétérogènes (3 %).
L'IGN met par ailleurs à disposition un outil en ligne permettant de comparer l’évolution dans le temps de l’occupation des sols de la commune (ou de territoires à des échelles différentes). Plusieurs époques sont accessibles sous forme de cartes ou photos aériennes : la carte de Cassini (XVIIIe siècle), la carte d'état-major (1820-1866) et la période actuelle (1950 à aujourd'hui).

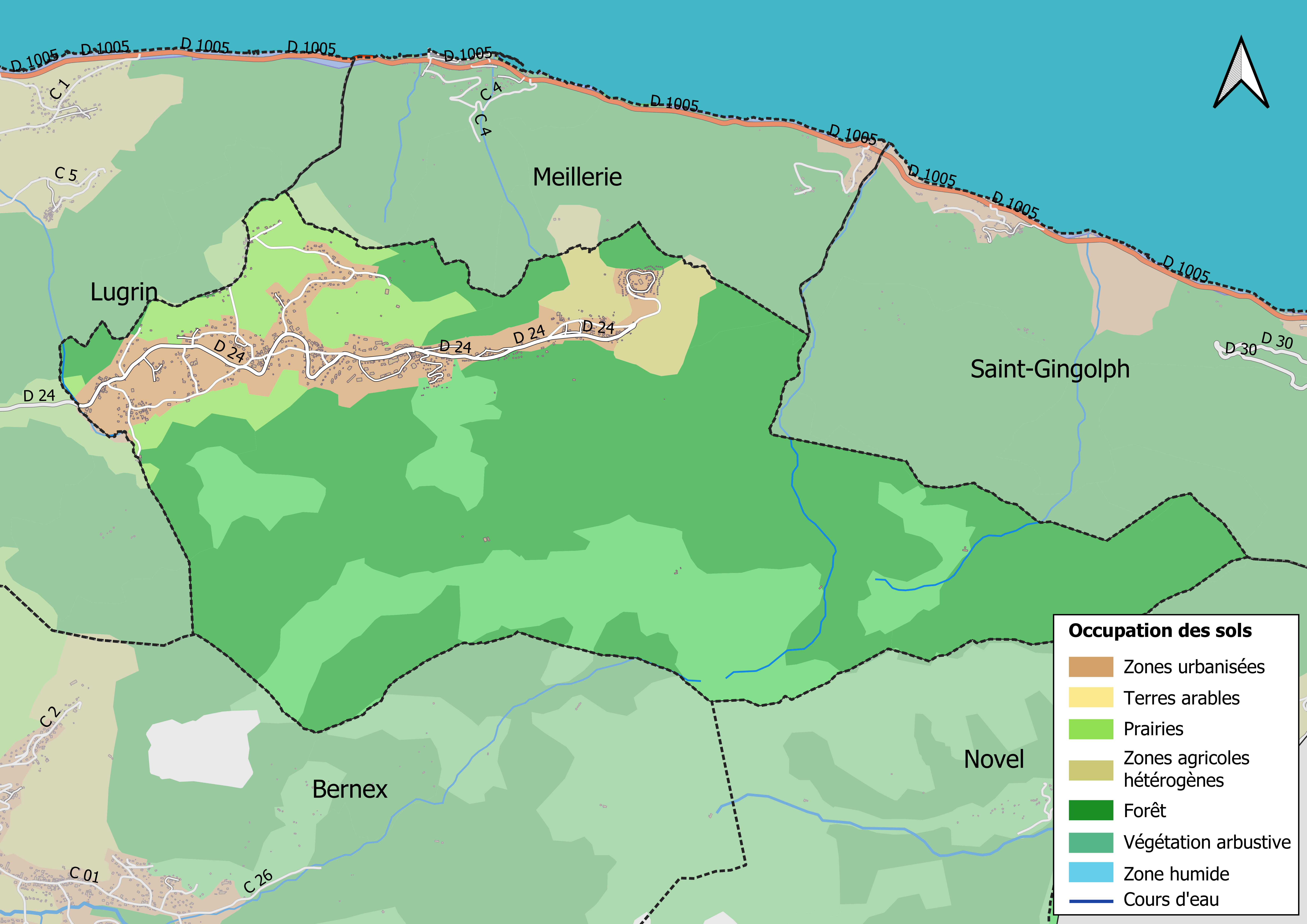
Carte des infrastructures et de l'occupation des sols en 2018 (CLC) de la commune.
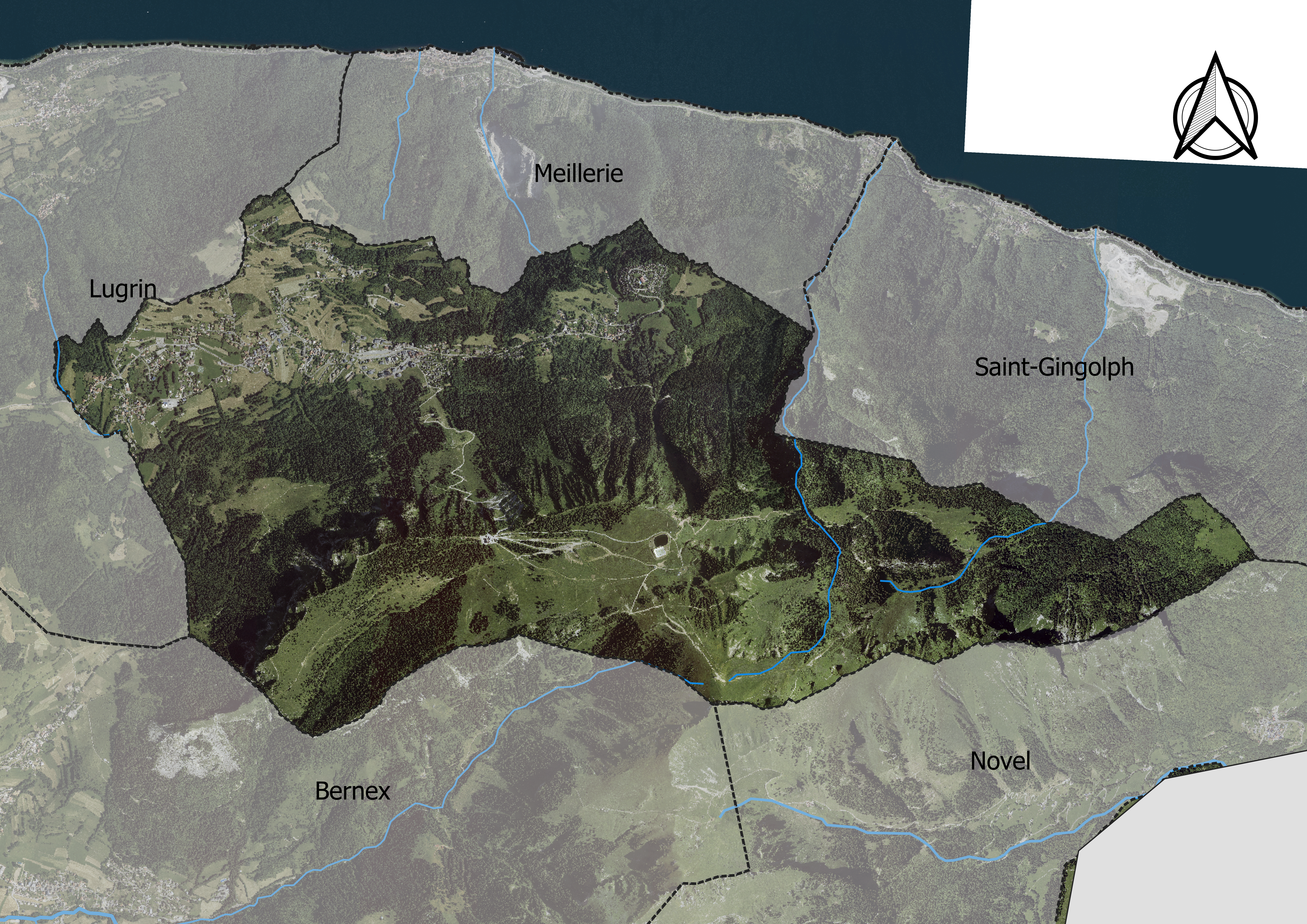
Carte orthophotogrammétrique de la commune.

#### Morphologie urbaine et équipements
On distingue différentes parties sur la commune :
- Thollon-les-Mémises (chef-lieu) (922 m), avec l'église, l'agence postale communale, l'école, la bibliothèque, les terrains de foot, de tennis, de pétanque, la mairie, un garage automobile, et ses chalets ;
- Le Maravent (962 m), zone résidentielle avec ses nombreux chalets ;
- Thollon-les-Mémises (station) (1 060 m), également zone résidentielle, avec l'office du tourisme, l'ESF, la télécabine, la halte-garderie, le cabinet médical, un taxi, une aire pour camping-cars, les bars-restaurants, une chambre d'hôtes, les commerces (magasins de sports, agences immobilières, supérette) et le cinéma « Le Roc » ;
- Grand-Roc (1 052 m), zone résidentielle touristique, construite sur le Mont Chalon, avec point de vue.

En remontant le village, on traverse les différents lieux-dits que sont :
- Chez Cachat (909 m), anciennement Mollies-dessous et Bevon ;
- Chez les Vesins (925 m), anciennement Sous les Vesins et Chez les Roch, avec une maison d'hôtes ;
- le Nouy (950 m), anciennement Novis, avec hôtels-restaurants, fromagerie, commerces (boulangerie, supérette) et artisan (menuisier-charpentier-constructeur de chalets à ossature bois) ;
- Chez les Aires (990 m), anciennement Lovaire, qui signifie « carrefour des vents » ;
- Lajoux (1 030 m), qui signifie « la forêt », avec grotte, chemin de croix et un gîte de groupe ;
- le Maravent (970 m).

Mais il existe aussi, disséminés sur toute la commune :
- Chez les Vitte (Vittoz) ;
- Chez les Rivaz (famille éteinte il y a plus de quatre siècles lors d'une épidémie de peste) ;
- Chez Gaillet ;
- Sur le Crêt ;
- Chez Jacquier ;
- le Hucel (en patois Leucy), qui signifie « petit lac » (946 m), point de vue et site d'observation des oiseaux migrateurs ;
- le Fayet et l'Ain, en direction du col de Creusaz.

Enfin, il existait deux hameaux qui ont été abandonnés :
- Chez Gérard, qui se situait près de Chez les Aires, abandonné à la suite d'un incendie ou d'un manque d'eau ;
- Netrevex, qui existait déjà au XIIIe siècle, et qui a été abandonné dans les années 1900 à cause d'un manque d'eau.

#### Logement
En 2007, le village comptait 1 617 logements, dont seulement 299 résidences principales.
Par comparaison, en 1968, il existait 182 logements dont 109 résidences principales (source : Insee).

## Toponymie
Thollon-les-Mémises est le nom officiel de la commune depuis 1995. Il associe l'ancien nom de la commune, Thollon, avec Mémises qui fait référence à la montagne éponyme dominant la commune.
Les premières mentions du village remontent au XIe siècle avec duas partes Tholonaei, puis deux siècles plus tard Tolhono et Tholons en 1246.
Le toponyme semble dériver du mot local « taula, taule, tola, toula, toule » désignant une terrasse, voire un replat ou du latin tullum pour désigner une colline[réf. nécessaire]. La présence du suffixe -on pourrait dériver du mot de l'ancien français tolon qui correspond à relief comme une colline.
En francoprovençal, le nom de la commune s'écrit Tolon selon la graphie de Conflans ou l'ORB.

## Histoire
La paroisse de Thollon était partagée entre les seigneuries laïques d'Allaman et Thollon, et la seigneurie ecclésiastique de Mont-Joux.

### L'appartenance au prieuré de Meillerie
L'histoire du village est étroitement liée à celle de la seigneurie et du prieuré de Meillerie.
Les chanoines possédaient des chalets sur l'actuelle commune de Thollon (aux Mémises et à Cornien), où ils menaient leurs troupeaux pendant l'été. Ils employaient un certain nombre d'habitants comme bergers, pâtres, gardes-forestiers, etc.
Les chanoines possédaient également la juridiction sur toute la paroisse.
En octobre 1462, Philippe de Bresse, fils turbulent du duc Louis Ier de Savoie et d'Anne de Lusignan, réunit à la maison forte de Thollon un petit groupe de conjurés opposés au parti chypriote existant autour de la duchesse, et au chancelier Jacques de Valpergue. Le lendemain, ils quittent Thollon pour le château de la chapelle de Marin. Et au petit jour, ils descendent à Thonon, pénètrent dans le château pendant que le duc et la duchesse écoutent la messe. Là, ils tuent le maréchal de Savoie, et emmènent avec eux le chancelier à Morges. Ce dernier sera ensuite jeté au Léman dans un sac.
À la suite de cet épisode, Philippe s'enfuit en France pour demander de l'aide à son beau-frère Louis XI, qui le fera enfermer deux ans dans le donjon de Loches. Ce prince deviendra finalement duc de Savoie à la mort de son neveu, mais ne règnera qu'une année.
En 1532, le village et les habitants de Meillerie furent attaqués par plus d'une centaine d'Évianais, à cause de plus de deux siècles de contestations et de procès portant sur la propriété des bois de Bret. Les Meillerons, ne bénéficiant plus de la protection des chanoines du Montjoux, montèrent à Thollon pour implorer les Thollogands de se joindre à leur cause. Depuis lors, Meillerie et Thollon ne formèrent plus qu'une seule commune jusqu'à l'annexion de la Savoie par la France en 1860. Par contre, la paroisse de Meillerie date de 1803. Le partage des biens entre les deux communes eut lieu en 1873 : quatre lots furent tirés au sort.

### La seigneurie de Thollon
Les premiers seigneurs de Thollon étaient les Compey, dont l'un des membres, Jean, devint chanoine du prieuré. Le premier Compey mentionné est Gérold de Thollon, qui apparaît dans un acte du comte de Maurienne Thomas en 1206.
Par la suite, la seigneurie passe à la famille de Neuvecelle, par le mariage de la fille de Girard de Compey à Aymon de Neuvecelle.
De par leur nombreuse descendance, le fief se subdivisa et passa aux familles de Châtillon, Chignin, Varax, Dunant de Grilly, Lugrin, Dufour...

### La Révolution française
La période révolutionnaire est très bien connue à Thollon grâce aux Registres de la vie municipale, dans lesquels toute la vie de la commune est racontée, presque au jour le jour. Ces registres décrivent la vie quotidienne des habitants, qui était particulièrement difficile puisqu'ils devaient constamment fournir des hommes pour les armées françaises, ainsi que leurs cloches pour les faire fondre, leurs produits pour les soldats, etc.
Le village n'a pas été occupé, mais une troupe de vingt-quatre grenadiers français fut logée au prieuré de Meillerie.

### Histoire de la station de sports d'hiver
Le premier projet de « téléphérique évianais » remonte à 1934. C'est Paul Léger, maire d'Évian à l'époque qui proposa un le projet d'un téléphérique pour rejoindre la crête de la montagne des Mémises, inspiré par la récente inauguration du téléphérique du Salève en 1932, surplombant le bassin Genevois. Malgré le soutien de Charles Vesin, maire de Thollon, ainsi que le développement du ski alpin, le projet est suspendu faute de moyens et du contexte historique instable.
La guerre étant terminée, un nouveau projet voit le jour en 1949. Un télésiège est construit, mais malheureusement ne sera jamais ouvert au public à la suite d'un accident survenu durant les essais, certainement à cause du glissement d'un siège dans la partie la plus pentue de la ligne (110 %). Ce sont donc les pinces « Giovanola », inédites en France qui permettront au premier télécabine des Mémises d'ouvrir au public en décembre 1952. Il sera inauguré 4 janvier 1953. On peut monter en quelques minutes à bord de voitures 2 places ouvertes (des couvertures étaient distribuées par temps froid).
Mais en 1965, un incendie détruit la gare inférieure de l'installation. Les cabines ouvertes seront remplacées par des cabines avec deux places fermées.
On trouvait à l'époque un restaurant dans la gare aval : le Panoramic. Il n'existe plus mais le restaurant de la gare amont, anciennement « Plein Ciel », puis « Le Belvédère » est toujours ouvert sous le nom « Le Repaire de l'aigle »
En 1976, une nouvelle télécabine est construite pour remplacer l'ancienne : cabines quatre places Poma dites « œufs ». Il restera en service 37 ans et sera remplacé par un tout nouvel appareil en décembre 2013, une télécabine avec 28 cabines de dix places.

## Politique et administration

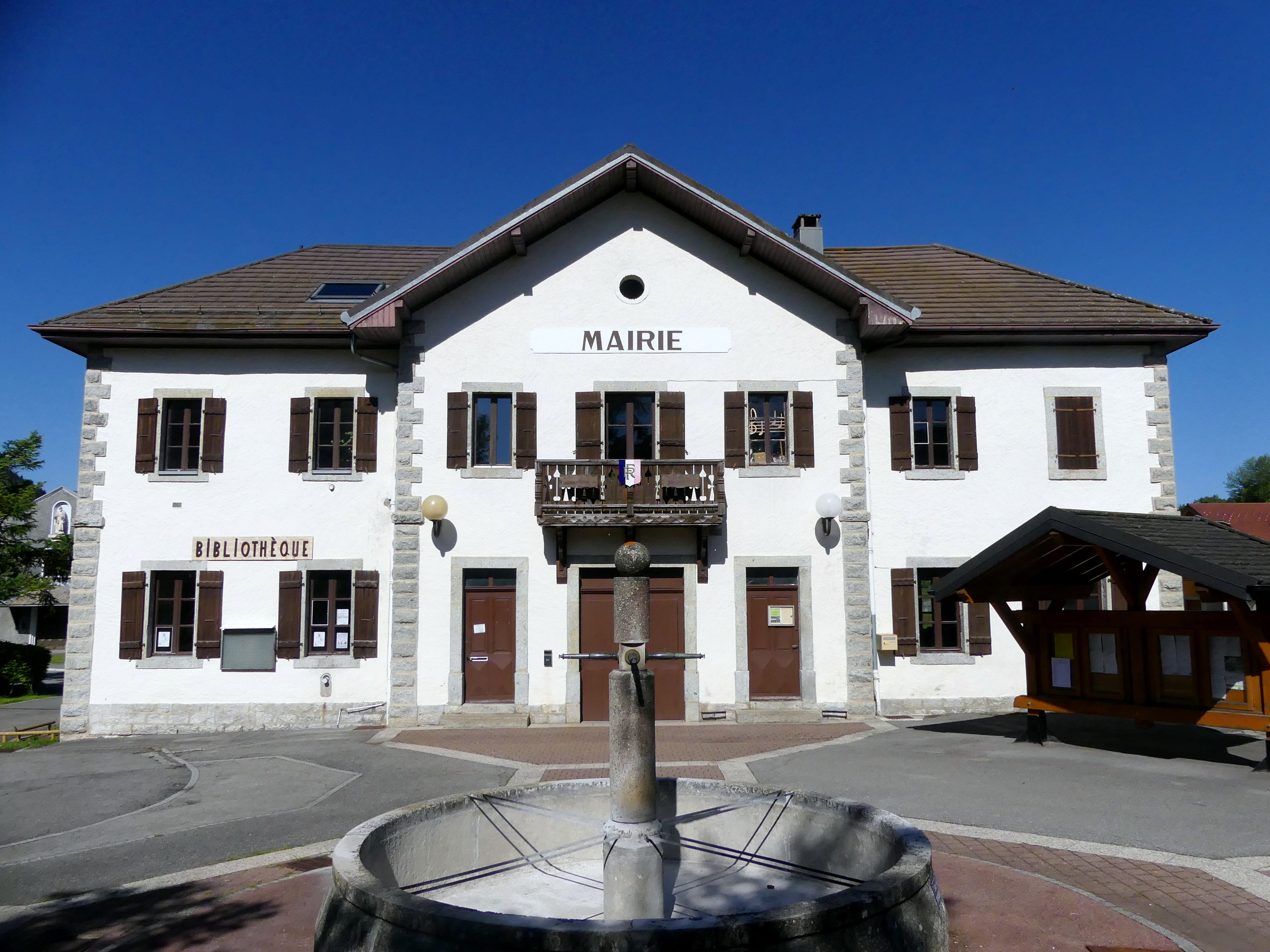
Mairie de Thollon-les-Mémises.

### Situation administrative
La commune de Thollon-les-Mémises appartient au canton d'Évian-les-Bains, qui compte selon le redécoupage cantonal de 2014 33 communes.
La commune est membre de la communauté de communes Pays d'Évian Vallée d'Abondance.
Thollon-les-Mémises relève de l'arrondissement de Thonon-les-Bains et de la cinquième circonscription de la Haute-Savoie.

### Liste des maires
| Période                                  | Période   | Identité          | Étiquette | Qualité |
| ---------------------------------------- | --------- | ----------------- | --------- | ------- |
| Les données manquantes sont à compléter. |           |                   |           |         |
| 1935                                     | 1944      | Charles Vesin     | ...       | ...     |
| 1944                                     | 1945      | Pierre-Jean Clerc | ...       | ...     |
| 1945                                     | 1953      | Ulysse Vesin      | ...       | ...     |
| 1953                                     | 1971      | François Jacquier | ...       | ...     |
| 1971                                     | 1978      | Gabriel Clerc     | ...       | ...     |
| 1978                                     | 1983      | Lucien Roch       | ...       | ...     |
| 1983                                     | 2001      | André Vesin       | ...       | ...     |
| 2001                                     | mars 2008 | Michel Vivien     | ...       | ...     |
| mars 2008                                | En cours  | Régis Bened       | ...       | ...     |

## Population et société
Les habitants de Thollon sont appelés les Thollogand(e)s.

### Démographie
L'évolution du nombre d'habitants est connue à travers les recensements de la population effectués dans la commune depuis 1793. Pour les communes de moins de 10 000 habitants, une enquête de recensement portant sur toute la population est réalisée tous les cinq ans, les populations de référence des années intermédiaires étant quant à elles estimées par interpolation ou extrapolation. Pour la commune, le premier recensement exhaustif entrant dans le cadre du nouveau dispositif a été réalisé en 2004.

En 2022, la commune comptait 808 habitants, en évolution de +4,12 % par rapport à 2016 (Haute-Savoie : +6,01 %, France hors Mayotte : +2,11 %).
| 1793 | 1800 | 1806  | 1822  | 1838  | 1848  | 1858  | 1861 | 1866 |
| ---- | ---- | ----- | ----- | ----- | ----- | ----- | ---- | ---- |
| 961  | 990  | 1 006 | 1 067 | 1 216 | 1 325 | 1 366 | 770  | 870  |

| 1872 | 1876 | 1881 | 1886 | 1891 | 1896 | 1901 | 1906 | 1911 |
| ---- | ---- | ---- | ---- | ---- | ---- | ---- | ---- | ---- |
| 828  | 819  | 813  | 929  | 893  | 905  | 948  | 813  | 765  |

| 1921 | 1926 | 1931 | 1936 | 1946 | 1954 | 1962 | 1968 | 1975 |
| ---- | ---- | ---- | ---- | ---- | ---- | ---- | ---- | ---- |
| 627  | 573  | 561  | 514  | 492  | 400  | 390  | 381  | 401  |

| 1982 | 1990 | 1999 | 2004 | 2006 | 2009 | 2014 | 2019 | 2022 |
| ---- | ---- | ---- | ---- | ---- | ---- | ---- | ---- | ---- |
| 416  | 533  | 593  | 691  | 720  | 684  | 749  | 831  | 808  |

### Sports et loisirs

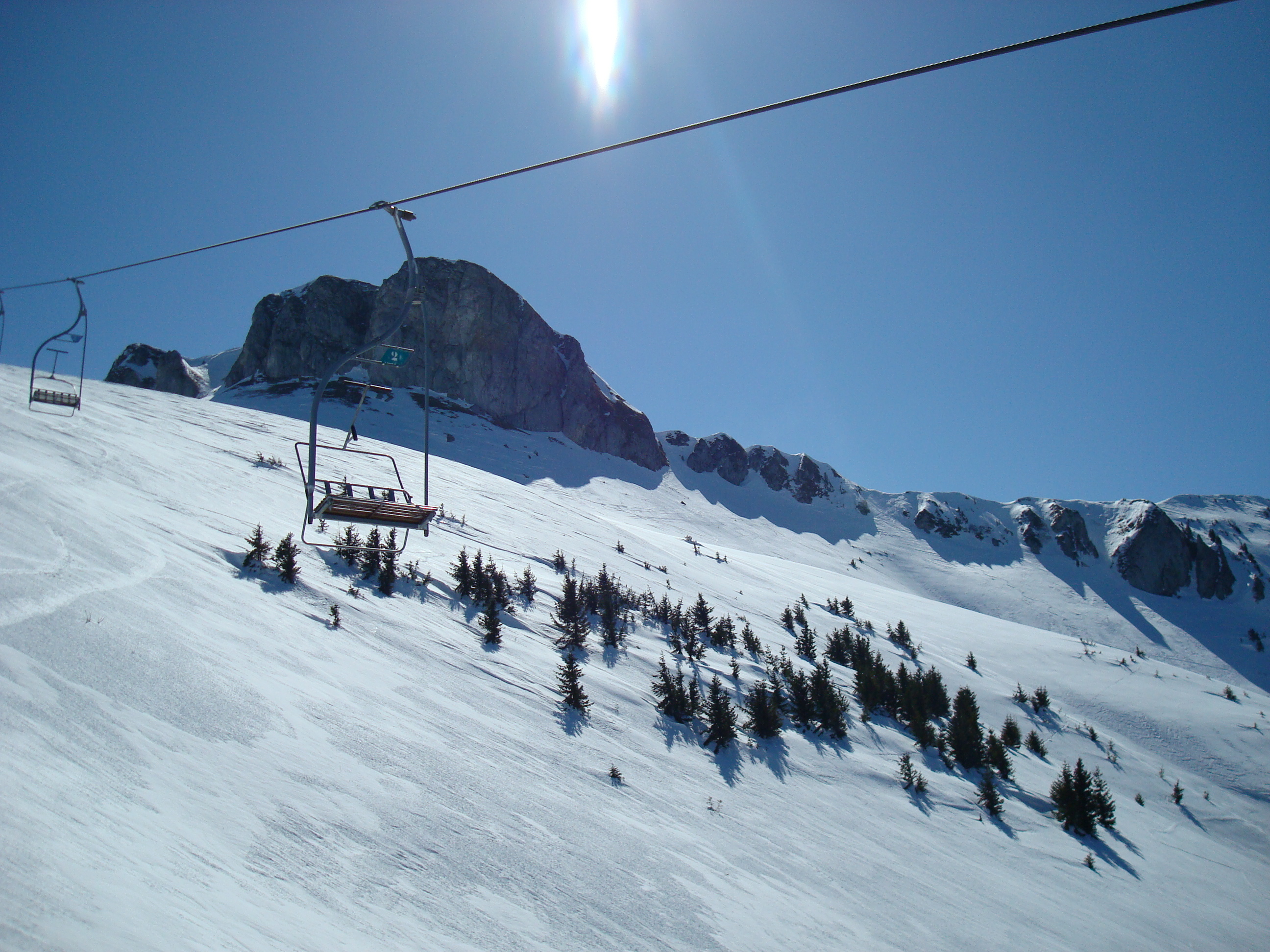
Le Pic de Boré à Thollon.

#### Domaine skiable
Thollon-les-Mémises est une station de ski familiale où l'on pratique le ski alpin (16 pistes : 8 rouges,4 bleues et 3 vertes, 1 noire), mais aussi le ski de fond (1 boucle de 6 km), le ski de randonnée et la raquette (3 circuits). Le domaine skiable est bien visible depuis la berge suisse du lac Léman.
La télécabine 10 places construite en 2013 part de la station et rejoint le domaine d'altitude en franchissant un dénivelé de 562 mètres. La seule piste noire du domaine est située en dessous de la remontée mécanique pour permettre le retour en station. Sur le plateau, plusieurs téléskis ont été implantés, offrant un large choix de pistes adaptées à tous les niveaux.
La deuxième remontée de construction récente du domaine est le télésiège quatre places du Parchet, construit en 2012 qui rejoint le sommet du domaine, sous le pic de Borée. D'ici les skieurs peuvent profiter d'un large panorama sur le Lac Léman et les Alpes Suisses, ainsi que de pistes dont le niveau varie de bleu à rouge. De là part une longue piste rouge, les « Vielles Cases », une piste incontournable pour tout bon skieur, s'éloignant du cœur du domaine pour rejoindre les chalets de Cornien, à 1 376 m d'altitude. Un téléski puis un permettent le retour au domaine principal.
La saison hivernale s'étend généralement de la mi-décembre à début avril, et offre tout au long de l'année un ensoleillement optimal. La piste de ski de fond est située au sommet de la télécabine. Plans des sentiers pédestres et raquettes, balisés et damés, disponibles à l'office de tourisme.
Animations festives et cinéma de la station de ski tout l'hiver. Un skibus gratuit circule en hiver dans la station, pendant les vacances scolaires, et des navettes relient Évian et Thollon tous les mercredis et week-end, et tous les jours durant les vacances.

#### Divers
L'été, la randonnée pédestre attire beaucoup de promeneurs, en particulier sur le sentier du Balcon du Léman. Plusieurs chemins permettent de descendre visiter le village de Meillerie au bord du lac Léman, ainsi que son prieuré, siège de l'ancienne seigneurie dont Thollon a fait partie du XIIIe au XVIIIe siècle. Plans des sentiers balisés disponibles à l'office de tourisme[style à revoir], pour les balades, les randonnées et le VTT. On y trouve aussi un accompagnateur de moyenne montagne pour les randonnées à thème, raquettes, découverte de la faune et de la flore, patrimoine, plantes culinaires, parcours d'orientation et séjours.
Il existe également plusieurs associations qui font vivre le village : gym, pétanque, spéléologie, ski club, orchestre municipal...
Nuit de l'accordéon en janvier. Marché Thollongand, Descente aux flambeaux et soirée fondue, Carnaval, en février. Course Ultra montée UMTLM  en mai.Assaut des Mémises en juin. Vide greniers, fête nationale  en juillet. Fête au village en août.
De plus, la montagne des Mémises est un spot de parapente très fréquenté, en particulier pour le point de vue qu'il offre sur le lac Léman et les bonnes conditions de vol.

### Médias
La commune est couverte par des antennes locales de radios dont France Bleu Pays de Savoie, ODS Radio, La Radio Plus — créée en 1982 à Thollon sous le nom, d'abord EFM21, puis Radio Thollon. C'était la première radio privée des Alpes. Elle a ensuite été rachetée par Espace Groupe dans les années 2000 —, ou encore RCF Haute-Savoie. Enfin, la chaîne de télévision locale TV8 Mont-Blanc diffuse des émissions sur les pays de Savoie. Régulièrement, l'émission La Place du village expose la vie locale. France 3 et sa station régionale France 3 Alpes peuvent parfois relater les faits de vie de la commune. La commune possède aussi une chaîne TNT et en ligne Châtel TV.
La presse écrite locale est représentée par des titres comme Le Dauphiné libéré, L'Essor savoyard, Le Messager - édition Chablais, le Courrier savoyard.

## Économie
L'économie de la commune repose principalement du tourisme avec notamment la présence d'une station de ski. Elle dispose de structures d'accueil (hôtels, centres de vacances, un gîte de groupe, chambres d'hôtes et une cinquantaine de locations saisonnières de meublés de tourisme). Un aire de stationnement pour camping-cars complète l'ensemble.
En 2017, la commune est labellisée « Station verte » et « Village de neige ».
La commune dispose de services comme agences immobilières, bars et restaurants, trois magasins de sport, un cinéma, ainsi que du commerce de proximité (magasins alimentaires), des artisans (menuiserie-charpente-construction de chalets en bois, garage automobile, taxi).
Commune de montagne, l'agriculture est aussi présente, avec la production de fromage et de miel.

## Culture et patrimoine

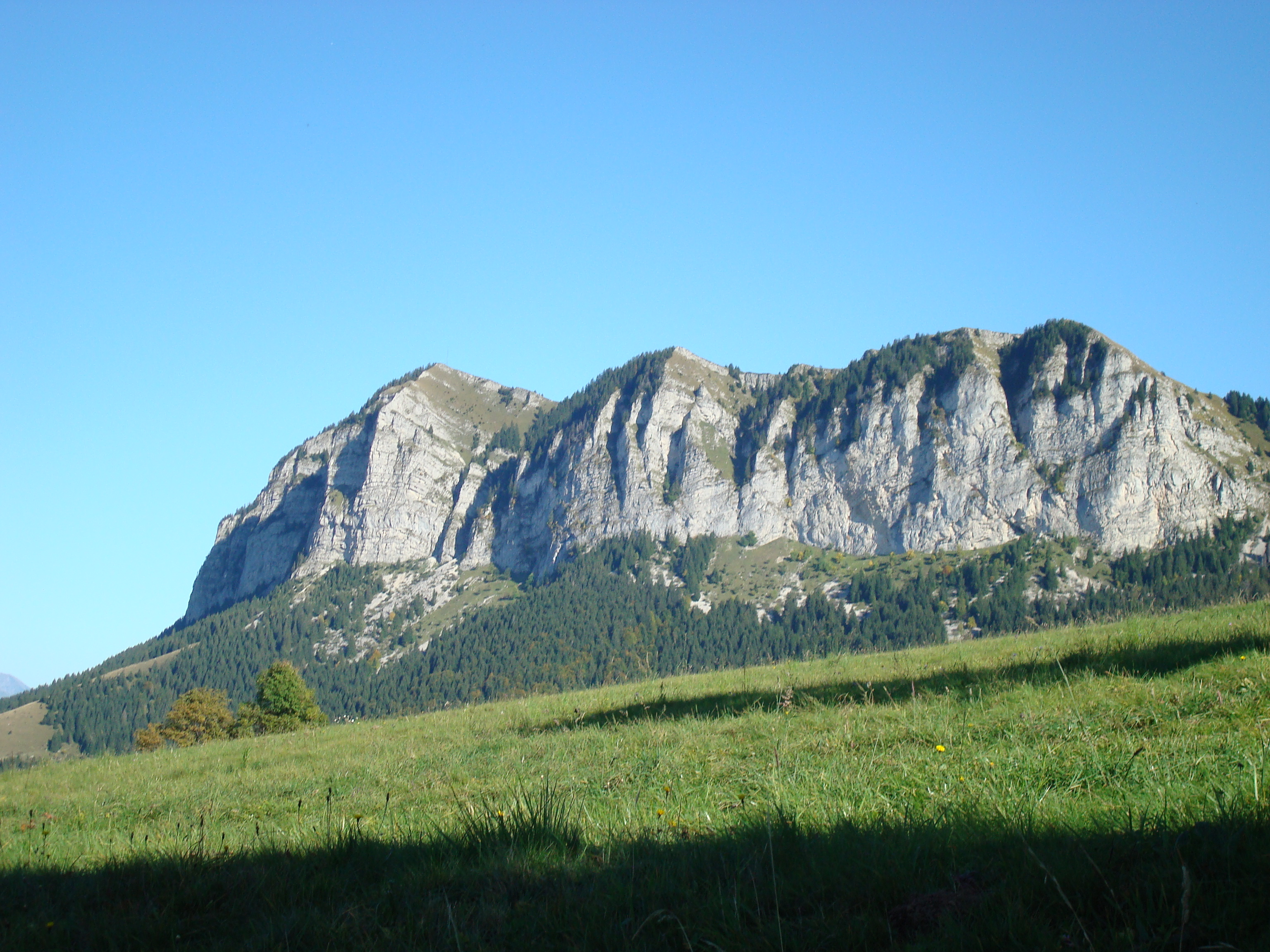
Les montagnes des Mémises vues depuis le Mont Bénand en été.
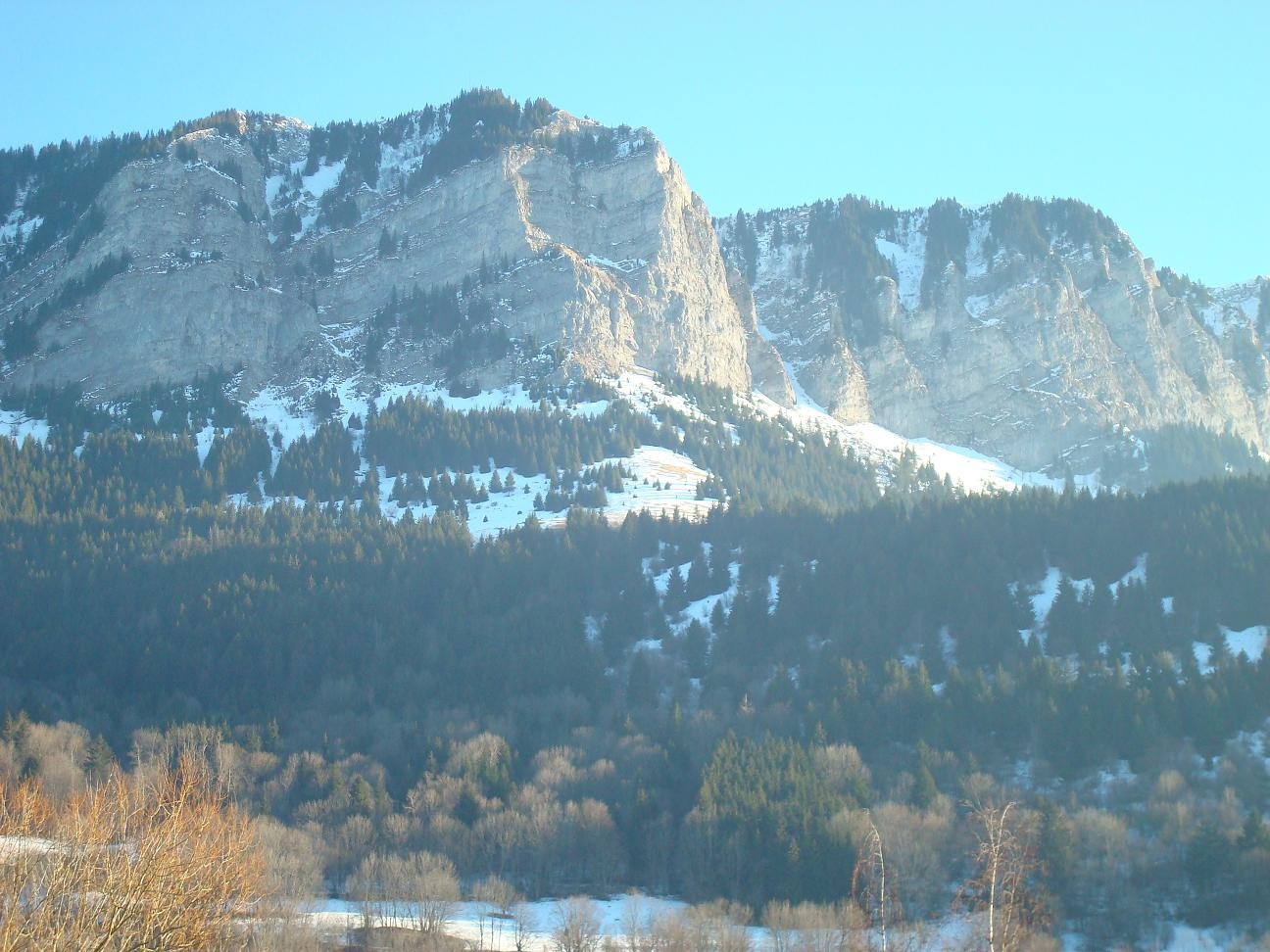
Les montagnes des Mémises vues depuis Sur le Crêt en hiver.
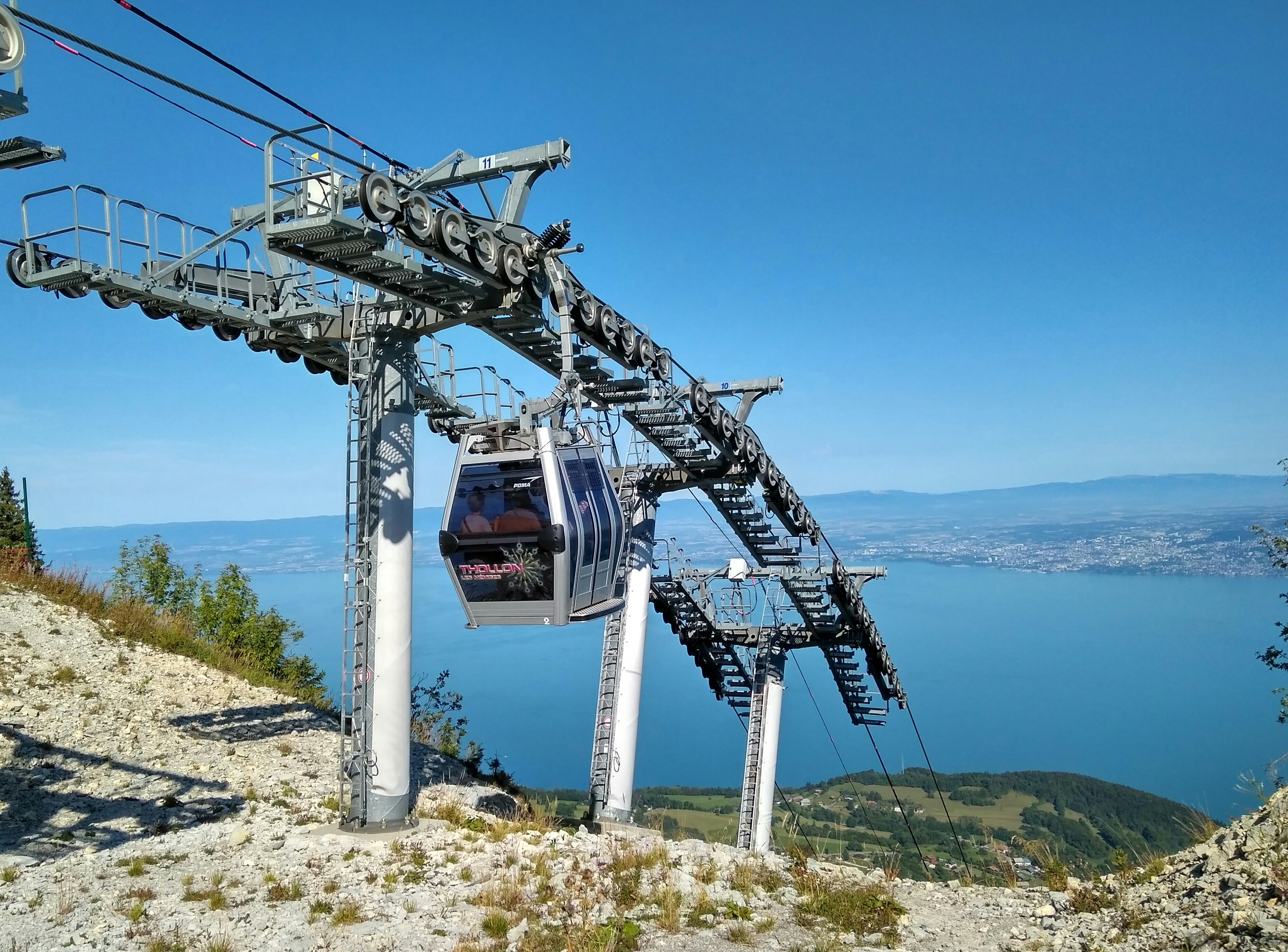
Le télécabine des Mémises.

### Monuments
Près de Lajoux existait un four en dalles et chaux qui avait été daté de l'époque préhistorique (d'après L. Jacquot, Préhistoire et curiosités archéologiques du Chablais, 1912).
Le village ne conserve malheureusement aucun vestige de sa longue histoire médiévale.
Une maison-forte devait exister près de l'actuelle église mais son emplacement est perdu. Il existait également une tour au lieu-dit le Château (près du Nouy), dite tour de Maugny, qui appartenait aux seigneurs de Compey, et qui faisait partie d'une maison-forte citée au XVe siècle. La tour est attestée par un acte signé dans cette tour en 1685.

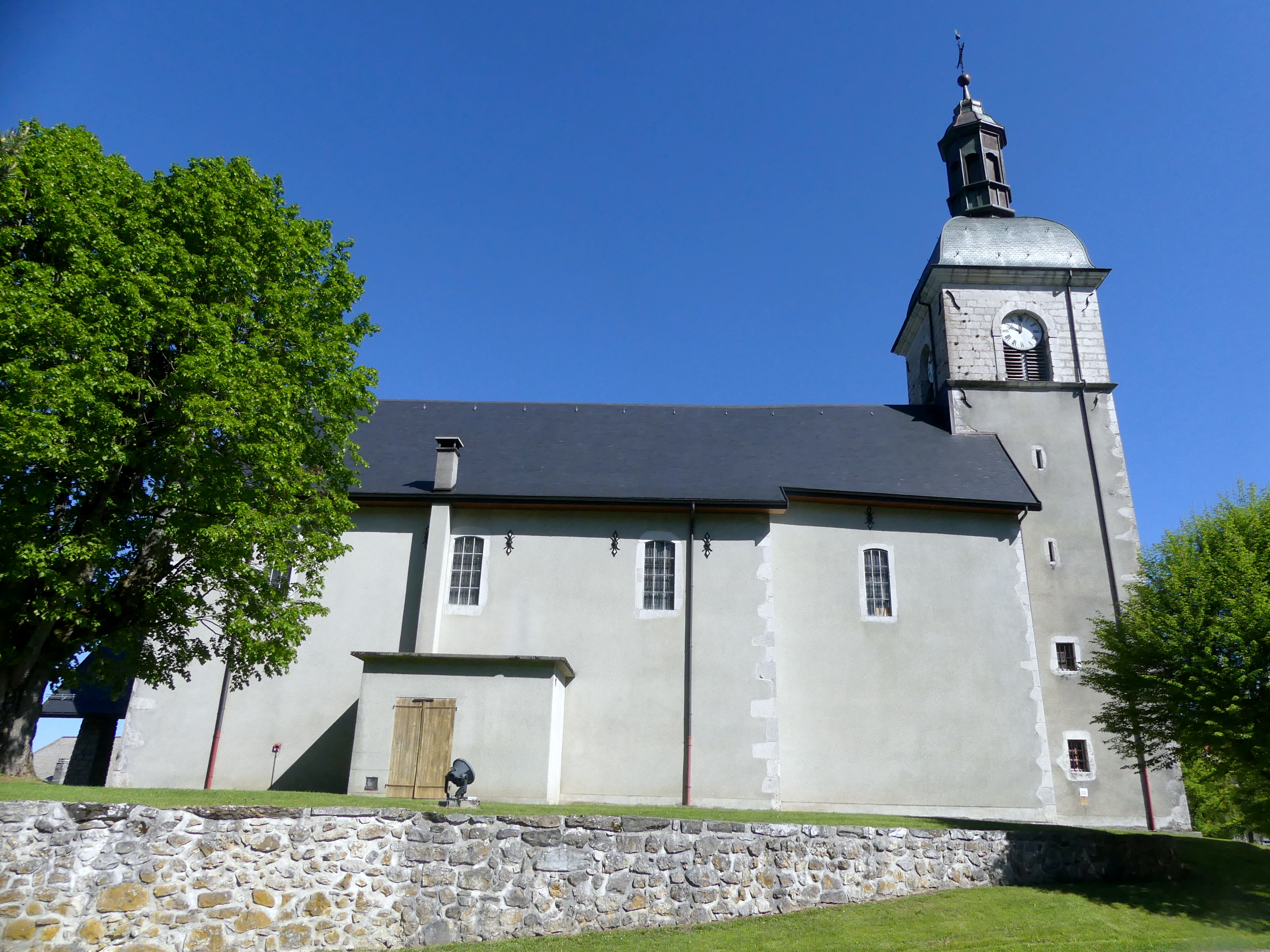
Église Saint-Michel de Thollon.

Il existe à Thollon une église paroissiale depuis le XIIe siècle, mais les premières sources textuelles la décrivant datent du début du XVIIe siècle. Comme dans toute la région, l'église est en piètre état, il n'y a ni plancher, ni lambris et la cure doit être reconstruite.
L'ancienne église a été détruite en partie lors de la Révolution française, lorsque les autorités ordonnèrent de détruire les clochers. La nef a été par la suite occupée par des artisans. Il semble qu'à partir de ce moment-là, les messes avaient lieu dans le sous-sol d'une ancienne grange du prieuré de Meillerie, située dans l'actuel chef-lieu.
L'église est reconstruite entièrement dans la première moitié du XIXe siècle. Elle est dédiée à saint Michel Archange, et possède cinq cloches. Le chœur est carré et la nef possède deux travées. Le clocher est construit au-dessus du chœur. Elle a été consacrée le 22 juillet 1825 par monseigneur de Thiollay.
Au village de Lajoux se trouve une grotte abritant une statue de la Vierge Marie, lieu de réalisation d'un miracle. Elle a été inaugurée en 1891 au milieu de très nombreux croyants venus de plusieurs villages voisins. Le chemin de croix a été érigé l'année suivante.
De très nombreux oratoires existent dans les hameaux de Thollon :
- Chez Cachat (1831)

Situé dans la propriété du « Château », aurait été construit par la famille Cachat. Au-dessus de la niche on peut lire :
« Mgr de Thiollaz évêque d'Annecy accorde quarante jours d'indulgence à ceux qui diront dévotement un pater un ave et une acte de contrition devant cette oratoire. Le 7 9bre 1831 ».
- Chez Cachat (1865)

Il aurait été construit par la famille Jacquier. Sur le socle de la statue on lit : « Monseigneur Magnin évêque d'Annecy accorde 40 jours d'indulgence à ceux qui diront un pater un ave maria devant cette petite chapelle. »
- Chez les Vesins (1865)

En 1992, l’inscription suivante a été apposée : « Mgr Magnin accorde une indulgence de 40 jours pour 3 pater et 5 ave près de cet oratoire érigé par l'abbé Roch François 1865 1992. » L'abbé François Roch est né à Thollon en 1828.
- Le Nouy (1837)

Il a été construit par la famille Ducretet sur leur propriété familiale, mais a été déplacé avant 1939 pour permettre l'agrandissement de la route. Inscription: « 1837 ».
- Les Vernes (?)

Il est construit sur la propriété Arandel, et remplace un oratoire bien plus ancien.
- Chez les Aires (1945)
- Le Maravant (1996)
- Le Hucel (1955)

Le premier oratoire avait été érigé au XIXe siècle par la famille Arandel à la suite d'un vœu. Celui-ci le remplace depuis 1955. On peut lire sur un bocal « Consolatrice des affligés priez pour nous ».
- Lajoux (1860)

A été construit par la famille Clerc. In est inscrit sur le socle « 1860 ».
- Vers Lajoux (1983)
- Netrevex (1863)

Il a été construit par la famille Busset, lorsque le hameau était encore habité. On peut lire un « M » sur le rebord de la niche.
Dans le lieu-dit « Chez Cachat » se trouve une grande maison appelée « le château » par les habitants du village. Cette maison appartient aux descendants de M. Cachat, premier propriétaire de la source de l'eau d'Évian, « Source Cachat ».

### Légende
Dans une grotte, située plus haut que le village de Lajoux, vivait une femme appelée « la Sauvagesse ». Elle vivait de la cueillette de produits de la montagne et de fleurs, qu'elle allait vendre à Évian ou en Suisse. Elle se vantait souvent des bonnes affaires qu'elle faisait à un berger qui vivait non loin de sa grotte. Un soir qu'elle remontait chez elle, un orage éclata et elle demanda l'hospitalité au berger, qui lui demanda alors de partager son trésor. La femme disparut dans la tempête en lui criant des incantations magiques, et soudainement, un gigantesque éboulement remplit la combe de rochers. Les habitants de Thollon tentèrent d'aller chercher les bêtes, mais la neige se mit à tomber. Tous croyaient le berger mort, mais celui-ci réapparut au village au printemps suivant, bien incapable d'expliquer ce qui lui était arrivé. Il ne voulut jamais remonter là-haut, et personne ne revit plus la Sauvagesse.

### Personnalités liées à la commune
- Didier Méda, skieur acrobatique médaillé olympique à Calgary en 1988 et Albertville en 1992, est originaire de Thollon ; ses frères y résident, l'un y possédait un restaurant (cédé en 2017), l'autre est loueur de skis.

### Héraldique
| Armes de Thollon-les-Mémises | Les armes de Thollon-les-Mémises se blasonnent ainsi : D'azur à une fasce-pal losangé d'argent et de gueules, accompagnée en chef de trois fleurs de lys d'argent posées en fasce. |